# DB-Baureihe 716
Die Baureihe 716 der Deutschen Bahn AG ist eine selbstfahrende Hochleistungs-Schneeschleuder. Sie wurde speziell für die Schnellfahrstrecke Hannover–Würzburg beschafft, wo ein Schneeräumfahrzeug benötigt wurde, welches schnell am Einsatzort ist und eine hohe Arbeitsgeschwindigkeit erreicht.
Im November 2005 wurde 716 001 von Fulda nach München umbeheimatet, nachdem die Fräsen auf der Schnellfahrstrecke nur vereinzelt zum Einsatz gekommen waren. 716 002 verblieb in Fulda.
Nicht zu dieser Serie von Fahrzeugen gehört die 716 501-2 (Ehemals 40 50 949 4100-3 SSF 41), die 1980 von Rolba für die Deutsche Reichsbahn hergestellt wurde.

## Betriebliches
Aufgrund der seltenen Einsätze auf der Schnellfahrstrecke Hannover–Würzburg werden die beiden Schneeschleudern von Fulda und München-Pasing aus im ganzen Bundesgebiet eingesetzt. Nach der Auslieferung waren sie in Fulda und Hildesheim stationiert.
Das Konzept für die Schnellfahrstrecke sah vor, bei Bedarf die Strecke in Parallelfahrt mit bis zu 80 km/h zu räumen. Bei Überführungsfahrten ohne aktiviertes Schleuderaggregat dürfen die Fahrzeuge 120 km/h schnell fahren. Heute ist die Höchstgeschwindigkeit im Schleuderbetrieb auf 30 km/h begrenzt.
Vor diesen beiden Schneeschleudern gab es im Gebiet der ehemaligen Deutschen Bundesbahn keine selbstfahrenden Schneeschleudern.

## Technisches
Bei Auslieferung galten die Schneeschleudern mit einer Räumleistung von 16.000 Tonnen Schnee pro Stunde als die leistungsfähigsten Schneeschleudern auf der Schiene hinsichtlich Geschwindigkeit und Räumleistung. Die Drehgestelle wurden von Kaelble-Gmeinder in Mosbach bezogen, das hydrodynamische Getriebe stammt von Voith in Heidenheim und das Schleuderaggregat von Beilhack in Rosenheim. Die beiden Fahrzeuge wurden im DB-Werk in Meiningen zusammengebaut, welches auch den Fahrzeugrahmen und Fahrzeugaufbau herstellte.
Bei einer Schneehöhe von 50 cm wird eine Räumgeschwindigkeit von 25 km/h erreicht. Die Räumbreite liegt bei 5,54 m, der Schnee wird 40 m weit geworfen.

### Wagenkasten
Das Fahrzeug besitzt zwei Drehgestelle mit jeweils zwei angetriebenen Achsen. Der Fahrgestellrahmen trägt den um 180° um die Hochachse schwenkbaren Aufbau. Im Wagenkasten befindet sich ein flacher Maschinenraum. Auch der geräumige Führerstand ist auf dem Aufbau montiert. Der Schleudersatz wurde vor dem Führerstand montiert. Der Wagenkasten trug einen gelben Anstrich, welcher jedoch nun in Verkehrsrot umlackiert wurde, während der Rahmen und die Drehgestelle schwarze Farbe tragen.

### Schleudersatz
Zwei nebeneinander angebrachte Wurfschaufelräder sind das Zentrum der Schneeschleuder. Über und vor dem Schaufelrad sind zwei kleine Vorschneidepropeller angebracht. Das Fahrzeug hat eine Räumbreite von 5 Metern, dies ist dem Umstand zuzuschreiben, dass auf der Neubaustrecke ein Gleismittenabstand von 4,7 Metern besteht. Die Räumbreite wird durch Rafferbleche erreicht, die sich außen an den Schleuderaggregaten befinden und hydraulisch ausfahrbar sind. Zusätzlich ist ein Spurpflug vorhanden.

### Antrieb
Die Baureihe 716 besitzt drei gleiche Zwölfzylinder-Dieselmotoren von Daimler (heute Mercedes-Benz Group). Jeder hat eine Leistung von 405 kW. Der eine treibt über einen Drehmomentwandler und Gelenkwellen die Achsgetriebe aller vier Radsätze an, die anderen über ein Zahnradgetriebe die Schleudereinrichtungen. Das Verteilergetriebe für den Fahrantrieb befindet sich im Drehpunkt des Fahrzeuges.